# Kutlov
Kutlov je osada, součást města Kamenice nad Lipou v okrese Pelhřimov v kraji Vysočina. Nachází se asi 3 km jihozápadně od Kamenice nad Lipou a asi 22,5 km jihozápadně od centra Pelhřimova.
V Kutlově je registrováno 21 čísel popisných a 13 čísel evidenčních. Protéká tudy Vodenský potok, na němž se zde nachází malý bezejmenný rybník. Nedaleko Kutlova u silnice se nachází kříž. Jižně od Kutlova prochází silnice III/4098.